# Frente Noroeste
El Frente del Noroeste fue una formación militar del Ejército Rojo durante la Guerra de Invierno y la Segunda Guerra Mundial. Durante el ataque a Finlandia estuvo formada por los Ejércitos 7.º y 13.º. Se recreó el 22 de junio de 1941, el primer día de la Operación Barbarroja a partir del Distrito Militar Especial del Báltico, y lo formaban el 8.º,  11.º y  27.º Ejércitos, así como el 5.º Cuerpo Aerotransportado. Durante la guerra, también formaron parte del Frente del Noroeste, los Ejércitos   1.º,   3.º y   4.º de Choque, el 1.º y el  2.º de Fusileros de Guardias, y los Ejércitos 34.º, 48.º, 53.º, 68.º, 22.º y 43.º.

## Historial de combate

### 1941
En el verano de 1941, al inicio de la Operación Barbarroja, todas las unidades del Frente se vieron implicadas en intensos enfrentamientos el los Estados Bálticos y en los accesos a Leningrado, en donde sufrieron graves pérdidas.  El 8.º Ejército se tuvo que retirar al norte, hacia Estonia, y luego por la costa del Mar Báltico hacia Leningrado, pasando a depender del Frente Norte, mientras que el 11.º y el 27.º Ejército se replegaron hacia el este, al sur del lago Ilmen. Durante los primeros 18 días de guerra los ejércitos se retiraron unos 450 kilómetros al interior de Rusia. El 14 de julio de 1941 el 11.º Ejército contraatacó en Soltsy, dejando aislada a la 8.º División Panzer que sufrió graves pérdidas y que tuvo que ser rescatada por otras unidades alemanas para evitar su destrucción. Con esta ofensiva se consiguió frenar por unos días el avance alemán, e hizo aumentar la confianza en las tropas soviéticas. No obstante, días después, la ofensiva alemana continuó, ocupándose Novgorod el día 19 de agosto.
En la zona al sur del Lago Ilmen se volvió a producir un contraataque, ahora con los Ejércitos 27.º, 34.º y 11.º, el día 12 de agosto. Tras unos importantes avances en los primeros días que hicieron recuperar Staraya Russa, de nuevo llegaron refuerzos alemanes que restablecieron la situación en el río Lovat hacia el 23 de agosto, y ocuparon Demyansk el 31 del mismo mes, causando grandes pérdidas a los soviéticos. De nuevo este ataque retrasó la ofensiva sobre Leningrado.
Durante el otoño de 1941 la situación del Frente del Noroeste se mostró importante. Su objetivo defensivo, por una parte, era evitar la ocupación de la meseta de Valdái y el corte de la línea férrea Leningrado-Moscú en Bologoe. Por otra lado su situación en la zona de enlace del Grupo de Ejércitos Norte y del Grupo de Ejércitos Centro hizo que no fuese una zona bien defendida por los alemanes, y desde donde los ataques sobre el flanco alemán que avanzaba sobre Leningrado o Moscú podían ser peligrosos.
A finales de 1941 se creó el Frente del Vóljov, que cubría la zona entre el lago Ilmen y el lago Ladoga. Al Frente del Noroeste se le asignó como único sector el situado al sur del lago Ilmen, y como objetivo Stáraya Rusa.

### 1942
En 1942 llevó a cabo la Bolsa de Demyansk (del 7 de enero al 21 de abril de 1941), en donde los Ejércitos 11.º, 1.º de Choque, y el 1.º y el  2.º de Fusileros de Guardias rodearon totalmente al II y a parte del X Cuerpo de Ejército del Ejército alemán. El cerco se completó el 8 de febrero de 1942, y para mantenerse los alemanes tuvieron que abastecer mediante un importante puente aéreo a las unidades aisladas. Los continuos ataque soviéticos no consiguieron eliminar la bolsa, y a finales de marzo los alemanes comenzaron a contraatacar. Sin embargo la situación alemana seguía siendo delicada, así que a finales de abril el OKH decidió abandonar la bolsa de Demyansk, consiguiéndolo con escasas pérdidas.

### 1943
La siguiente ofensiva importante que realizó el Frente del Noroeste fue la llamada Operación Estrella Polar (del 12 al 26 de febrero de 1943), en la cual, a pesar de la superioridad soviética, no se consiguió romper el frente.
Finalmente, el 19 de noviembre de 1943, el Frente del Noroeste fue renombrado como Segundo Frente Báltico

## Comandantes
- 22 de junio de 1941 – 30 de junio de 1941, coronel general Fiódor Kuznetsov
- 30 de junio de 1941 – 23 de agosto de 1941, mayor general Piotr Sobénnikov
- 23 de agosto de 1941- octubre de 1942, teniente general Pável Kurochkin
- octubre de 1942 – marzo de 1943, Mariscal de la Unión Soviética Semión Timoshenko
- marzo de 1943- junio de 1943, coronel general Iván Kónev
- junio de 1943 – noviembre de 1943, coronel general Pável Kurochkin

### Jefes de Estado Mayor
- Junio de 1941, teniente general P. Klenow
- Junio de 1941 – mayo de 1942, teniente general Nikolái Vatutin
- Mayo de 1942 – agosto de 1942, mayor general I.T.Shlemin
- Agosto de 1942 – octubre de 1942, teniente general M.N. Sharohin
- Octubre de 1942 – noviembre de 1943, teniente general U.N. Bogolyubov
- Noviembre de 1943, mayor general P.I. Igolkin